# سید سعیدرضا عاملی
سید سعیدرضا عاملی رنانی (زاده ۱۳۴۰ کرج) دبیر پیشین شورای عالی انقلاب فرهنگی و رئیس دانشکده مطالعات جهان دانشگاه تهران است.
او معاون برنامه‌ریزی و فناوری اطلاعات و معاون طرح و توسعه این دانشگاه هم بوده است. وی در تاریخ ۱۲ دی ۱۳۹۷ با حکم سید علی خامنه‌ای به عضویت شورای عالی انقلاب فرهنگی منصوب شد. حسن روحانی نیز در حکمی جداگانه وی را به مدت ۴ سال به عنوان دبیر این شورا منصوب نمود. عاملی همچنین عضو حقیقی شورای عالی فضای مجازی و شورای عالی انقلاب فرهنگی است.

## زندگی

### سال‌های آغازین
سید سعیدرضا عاملی متولد ۵ دی ۱۳۴۰ در کرج است. او دو برادر و یک خواهر دارد و فرزند سوم خانواده است. خانواده او اصالتاً اهل اصفهان هستند اما گفته می‌شود که اجداد او چند صد سال پیش از منطقه جبل عامل لبنان به اصفهان مهاجرت کرده‌اند. عاملی در کرج بزرگ شد و به مدرسه رفت اما در واپسین سال‌های دوران پهلوی فرصتی پیدا کرد تا با برادر بزرگترش به آمریکا برود و آنجا ادامه تحصیل دهد.

### رفتن به غرب
سعیدرضا عاملی در دوران دبیرستان به آمریکا رفت و از تحصیل‌کردگان غرب محسوب می‌شود. او پس از ورود به آمریکا وارد دبیرستان جان اف کندی شد و توانست از آنجا دانش‌آموخته شود. عاملی پس از قبولی در رشته مهندسی مکانیک وارد دانشگاه سکرمنتو شد.

### بازگشت به ایران
عاملی که از خانواده ای مذهبی بود و خانواده و برادران او در جریان انقلاب فعال بودند، با وقوع انقلاب اسلامی تحصیلات خود را در آمریکا رها کرد و به ایران بازگشت، در سال ۱۳۶۰ به تشویق مادرش تحصیلات در حوزه علمیه قم را شروع کرد. ازدواج کرد و به جبهه رفت. در سال ۱۳۶۸ پس از جبهه وارد دانشگاه تهران شد تا در رشته جامعه‌شناسی تحصیل کند.

### ادامه تحصیل در غرب
عاملی پس از گرفتن لیسانس پژوهشگری علوم اجتماعی از دانشگاه تهران، به دانشگاه دوبلین رفت تا در آن جا کارشناسی ارشد جامعه‌شناسی ارتباطات بخواند. او در سال ۱۹۹۵ موفق شد با دفاع از پایان‌نامه خود با عنوان «رابطه تلویزیون و باورها و آداب رسوم دینی» دانش‌آموخته شود. سپس وارد رویال هالووی، دانشگاه لندن در لندن شد و در سال ۲۰۰۱ از رساله خود با عنوان «جهانی شدن، آمریکائی شدن و هویت مسلمین بریتانیا» دفاع کرد. تلویزیون فارسی بی‌بی‌سی گزارش کرده سید سعیدرضا عاملی پس از این زمان تلاش کرد در انگلستان برخی فعالیت‌های اقتصادی انجام دهد اما دو شرکتی که او به همراه چند نفر دیگر تأسیس کرده‌اند به دلیل عدم فعالیت منحل شده است.

### بازگشت دوباره به ایران
عاملی در سال ۲۰۰۳ به ایران بازگشت و در گروه ارتباطات دانشگاه تهران به عنوان عضو هیئت علمی جذب شد. خانواده عاملی در کرج پیشینه کشاورزی دارند و عاملی می‌گوید که پدرش هنوز در آن جا کشاورز است.